# Падающая кошка
«Падающая кошка» (название условно) — хронофотографический снимок, сделанный Этьеном-Жюлем Маре. Существует несколько версий, наиболее известная снята в 1894 году и состоит из 19 фотографий, отснятых на общей фотопластинке в горизонтальном ряду в течение двух секунд. В главной роли снялась кошка садовника Физиологической станции. Маре умел проецировать изображения на экран, создавая иллюзию движения; таким образом, данная серия может считаться «зародышем» документальной киноленты.

## Сюжет
Кошка падает с высоты около 1,2 метра, будучи брошенной спиной вниз, и приземляется на лапы.

## Технология съёмки
Маре — один из пионеров хронофотографии. Съёмку с 1880-х годов вёл на целлулоидную плёнку, вмещавшую до 40 изображений. Для съёмок использовалась хитроумная заслонка, позволявшая делать до 60 снимков в секунду.

## Научное содержание
32 фотографии падающей кошки демонстрировались Парижской академии наук 29 октября 1894 года и вызвали в научном сообществе и прессе живейшую дискуссию о том, каким образом кошка способна изменять своё положение в пространстве, когда её момент количества движения, по закону механики, не изменяется (кроме кошек, проблема актуальна и для других физических тел, например, Земли). Было высказано несколько гипотез: в частности, Пеано утверждал (неизвестно, насколько серьёзно), что по фотографиям видно: кошка изменяет положение в пространстве, вертя хвостом. Современное понятие о характере этих движений следующее:
- Задние лапы распрямляются, передние подтягиваются.
- Разворот в талии: передняя половина тела — быстро в одну сторону, задняя — медленно в другую.
- Передние лапы распрямляются, задние подтягиваются.
- Задняя половина тела — быстро, передняя — медленно вращаются навстречу друг другу, выравнивая положение.
- Хвост компенсирует некоторый момент.

Маре ставил подобные эксперименты и над другими животными, но способностями, подобными кошачьим, обладали из исследованных им только кролики.